# Szavanna (macskafajta)
A szavanna macska az afrikai szervál és különböző házi macska fajták (egyiptomi mau, sziámi, szerengeti - sőt, egy másik hibrid, a bengáli macska) keresztezéseként létrehozott hibrid fajta.

## Története
Először egy amerikai bengáli tenyésztő, Judee Frank tenyésztette ki, 1986. április 7-én született meg az első szavanna macska, egy hím szervál és egy sziámi macska gyermekeként: a neve Savannah lett (innen származik a fajta neve). A TICA (The International Cat Association) 2001-ben fogadta el a fajtát és annak standardjait, versenyeztethetőként azonban csak 2012 májusában regisztrálták.

## Megjelenése
A szavanna macskák magasak és karcsúak, hátsó lábuk hosszabb a mellsőnél, valós méretüknél általában nagyobbnak tűnnek rendkívül atletikus alkatuk miatt. Fejük hosszúkás, nyakuk karcsú. Fülük nagy, szemük bumeráng alakú, a felső és alsó szemhéjon megfigyelhető a sötét "szemceruza-vonal": ez a szemeket védi az erős fénytől.
Standard mintázatuk pettyes-cirmos, színük lehet barna (meleg, hűvös, vagy aranyba hajló alapszínen sötétbarna vagy fekete), ezüst (ezüstszínű alapon fekete vagy sötétszürke), melanisztikus (fekete alapon még feketébb) vagy smoke (sötét alapon fekete). A charcoal, glitter, patina a bunda mintázatának, árnyalatának különböző minőségei - ezek előfordulhatnak bármely színben. A szavannák farka gyűrűs, a vége mindig fekete.
A standardoknak megfelelő szavanna mintája szimmetrikus, homlokukon kirajzolódik az "M" logo.

## Hibridek
A hibridek besorolása hivatalosan a "filial generation number" alapján történik: minél alacsonyabb az "F" szám annál közelebbi a szervál rokonság (szavannák esetében) vagy a leopárdmacska rokonság (bengáliak esetében).
A szerválok gyermekei F1-es szavannák, a szerválok unokái F2-esek, a szerválok dédunokái F3-asok, a szerválok ükunokái F4-esek, ük-ük-unokái F5-ösek.
Ebből következhetne a "szerváltartalom" százaléka is az alábbiak szerint elméletben:
F1:          50-99,99%
F2:          25-49,99%
F3:          12.5-24,99%
F4:          6.25-12,49%
F5:          3.12-6,24%
F6:          1.56-3,11%
Mivel azonban a szavannákat lehetőség szerint szavannákkal keresztezik (a körülbelül 10% "szerváltartalmú", általában F5-ös vagy F4-es generáció kandúrjai már rendszerint ivarképesek) gyakran előfordul, hogy a kategóriában olyan magas "szerváltartalmú" szavannát találunk, aki százalékosan meghaladja a szerválhoz közelebb álló generációtól minimálisan elvárt "szerváltartalmat".
A TICA által alkalmazott másik besorolási rendszer az "A, B, C, SBT" besorolás. Ahol a két szülő különböző fajtából származik (természetesen csak a fajta-csoporton belüli keresztezések megengedettek), ott az utód "A" besorolású fajtamacska, ahol a szülők azonos fajtából származnak ugyan, de a négy nagyszülő között van legalább egy más fajtájú, ott az utód "B" besorolású fajtamacska lesz, és így tovább. Így például minden F1-es szavanna törvényszerűen "A" besorolású, "SBT" besorolásút legkorábban az F4-es generációban találhatunk - ám előfordulhat "A" besorolású fajtamacska akár az F8-asok között is (egy F7-es szavanna és egy egyiptomi mau keresztezése esetén például). Versenyeken csak az SBT besorolású macskák indulhatnak (ahol a felmenők között a dédszülők generációjáig visszamenőleg nincs más fajta).

## Életmódja
A zajt, tömeget, stresszt (például gazdájuk nélkülözését) megszenvedik. Ilyen helyzetekben könnyen megijednek, és bár igaz, hogy ijedtükben támadhatnak, ez akkor történik, ha idegenek akaratuk ellenére meg akarják érinteni, sarokba akarják szorítani, esetleg le akarják fogni az állatot. Ilyen esetekben egy házi macska is támadhat. A társállatként, helyesen tartott szavannák vad ősének öröksége megszelídítő gazdájukhoz való ragaszkodásukban, vad külsejükben és jó atlétikai képességeikben, nagy mozgásigényükben, erős vadászösztönükben (egerekre, rovarokra, madarakra vadásznak, nem emberekre), zsúfoltság esetén területük fokozott jelölésében, ijedtség, zavartság esetén pedig az étel visszautasításában, rejtőzködő, visszahúzódó viselkedésben nyilvánul meg, nem támadó magatartásban.
Minden generációra jellemző, hogy a boldog szavannák természete érdeklődő, játékosak, kíváncsiak, rendkívül energikusak és intelligensek. Kilincset lenyomni, szekrényt kinyitni, játékot visszahozni, csapot megengedni is gyorsan megtanulnak, éppúgy, mint sok utasítást megérteni. Kedvenc helyük minden szobában a lehető legmagasabb polc, és mivel helyből akár két és fél méterre is képesek felugrani, el is érik azt. Szeretik a vizet, és a teljes belemerülést kivéve minden formájában nagyon élvezik, sőt vannak szavannák, akik úszni is szeretnek.
Családjuk körében gyorsan megnyílnak, más háziállatokkal összebarátkoznak. Gazdáikat mindenhova követik, ha mindenki elmegy otthonról és nincs más társállatuk, képesek akár egész nap az ajtóban várni a családra. Igényelik az emberi társaságot, gazdáikkal erős érzelmi kötődést építenek ki. Pórázon sétálva boldogan fedezik fel a környezetet, a megszokott helyekhez nem ragaszkodnak túlságosan: az utazást, szállodai tartózkodást nem bánják, ha a gazdájukkal lehetnek. Jellemük sok tekintetben jobban hasonlít a kutyákéra, mint a macskákéra.
Nagyon beszédes állatok: morognak, dorombolnak, ugatásszerű vagy csiripelő hangokat adnak, nyávognak, kerregnek, egymással is sokat kommunikálnak.

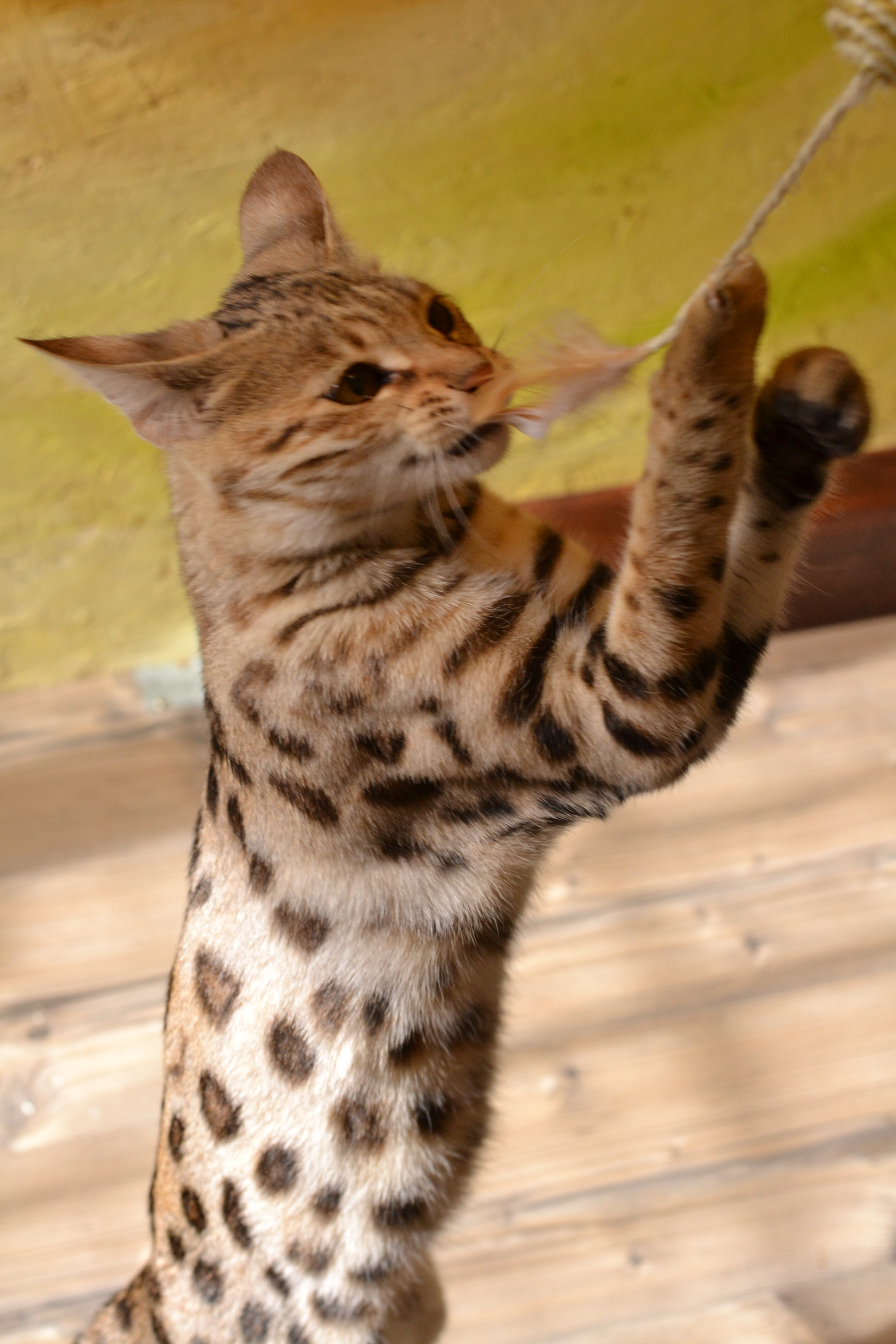
F2 szavanna macska
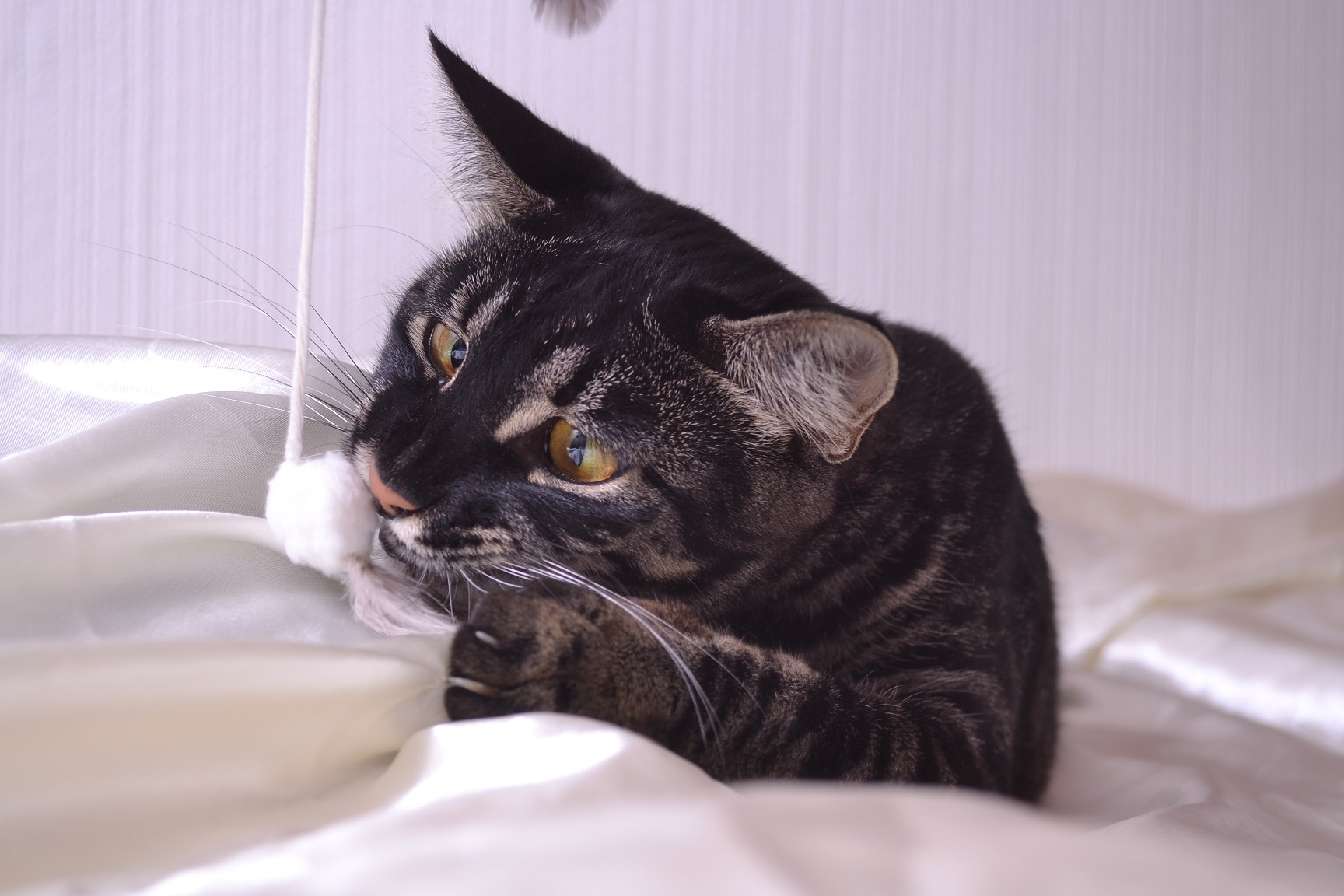
F4 szavanna macska
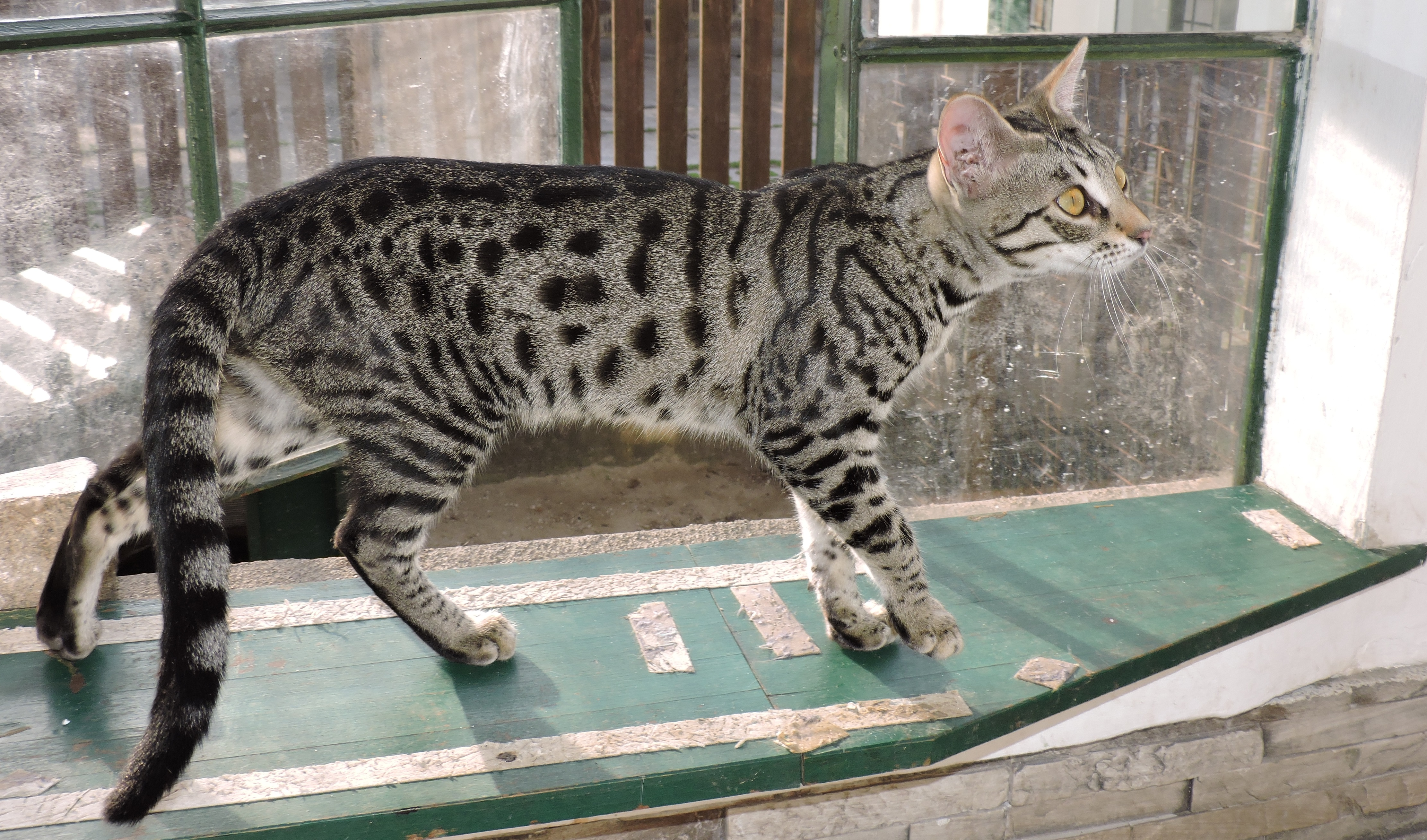
F5 szavanna macska
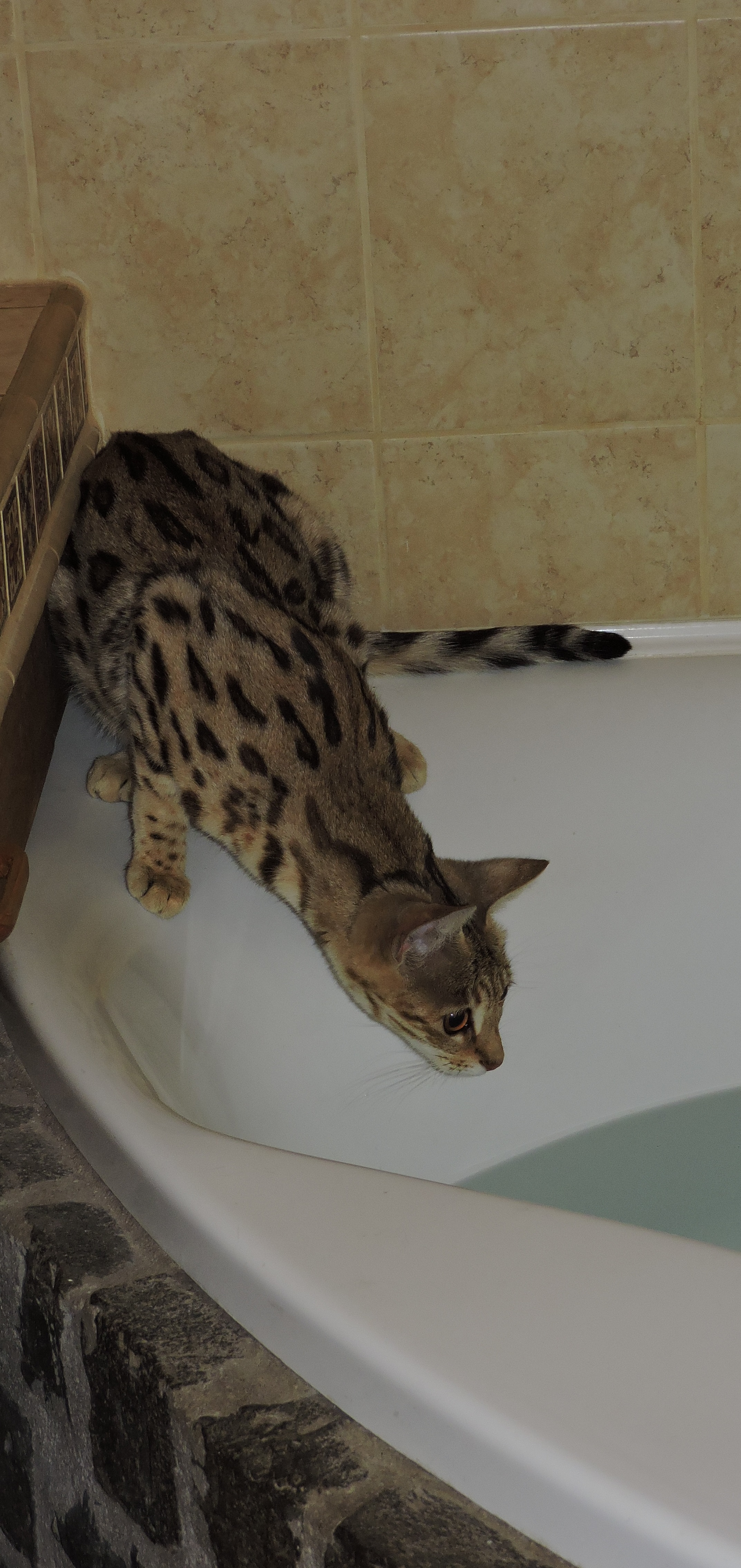
Szavanna macska fürdés előtt